# Temni angeli usode
Temni angeli usode je slovenski dramski film iz leta 1999. Za režiserja oglasov in glasbenih spotov Podgorška je to celovečerni prvenec.
V glavnih vlogah nastopajo člani glasbene skupine Demolition Group, ki so prispevali tudi glasbo in scenarij. Pred tem je Podgoršek z njimi posnel 5 glasbenih spotov. Med znanimi imeni (naturščiki) v filmu so še Vesna Milek, Helena Blagne (barska pevka, ki poje pesem »Dež«), Elvis J. Kurtović in hrvaška skupina Let 3.

### Zgodba
Dogajanje je postavljeno v majhen kraj, kjer si je oblast po paktu iz otroštva razdelila peterica ljudi, Predsednik, Policaj, Sodnik, Župnik in Prerok, arhetipski predstavniki skorumpiranosti in pokvarjenosti. Počnejo, kar se jim zahoče. Ogrozi jih poslovnež in protikandidat, proti kateremu uporabijo vsa sredstva. V filmu je tudi ljubezen med Adamom in Evo.

## Financiranje in produkcija
Projekt je ocenjen na 128.749.000 tolarjev (536.454 evrov). Podprl ga je Filmski sklad RS (28.375 evrov oz. 6,8 milijona tolarjev za povečavo in 4,5 milijona tolarjev za promocijo). Producent je bil Franci Zajc iz Arsmedia, koproducent pa RTV Slovenija - odgovorni urednik umetniškega programa TV Slovenija, Jaroslav Skrušny (45 milijonov tolarjev oz. 187.781 evrov). RTV Slovenija je dala na razpolago snemalno tehniko in del snemalnega osebja.
Snemati so začeli junija 1997 in končali naslednje leto.
Scenarij se je razvil iz neuporabljenega dela zgodbe za videospot pesmi "You Never Cry", ki ga je Podgoršek režiral za Demolition Group. Zgodba je črnohumorna gangsterska farsa z elementi fantastike. Rimc, najmlajši član skupine, je prevzel vlogo nekakšnega vajenca. Ob izidu filma je Podgoršek sanjal o trilogiji. Želeli so si tudi distribucije v tujini.
Scenarist Šalamon je povedal, da lik Preroka postavi zgodbo v današnji čas, in zavede upornike proti starodavnim strebrom oblasti, ker mislijo, da predstavlja izhod, pa je tudi del sistema. Navdihoval se je pri Bulgakovu in Daniilu Harmsu. Ni želel, da bi golota v filmu izpadla obscena in hotel je igrani film, ne glasbenega, ker ni nikoli maral rock oper.

## Odziv kritikov in gledalcev

### Kritiki
Irena Štaudohar, takratna urednica kulture pri reviji Mag, je pohvalila igro šefa policije in župnika ter Podgorškov občutek za film in montažo, scenarij pa se ji je zdel prešibek, preveč predvidljiv, prepotenten in dolgočasen. Marcel Štefančič ga je v svoji knjigi Slovenski film 2.0 uvrstil v kategorijo Nebesa.

### Obisk v kinu
Film je videlo 17.118 gledalcev.

## Zasedba
| - Matjaž Pegam: predsednik - Goran Šalamon: prerok - Nikola Sekulović: sodnik - Bojan Fifnja: šef policije - Jože Pegam: župnik | - Ivo Rimc: Adam - Petra Zupan: Eva - Lotos Šparovec: protikandidat Ivan Zakrajšek - Karin Komljanec: Ivanova žena Justina Zakrajšek - Luka Pascal Cavazza: dojenček |

## Ekipa
- fotografija: Sven Pepeonik
- montaža: Vesna Nikolovska Kržičnik
- glasba in izvajalec: Demolition Group
- zvok: Damijan Kunej
- scenografija: Ajaks J.E.S.U.S
- kostumografija: Alan Hranitelj
- maska: Mojca Gorogranc Petrushevska
- laboratorij: Bavaria Film Munchen/Bettina Winter, Hubertus Rath[8]

## Nagrade

### 2. Festival slovenskega filma 1999
- nagrada za montažo
- nagrada za kostumografijo